# NGC 2332
NGC 2332 (другие обозначения — UGC 3699, MCG 8-13-79, ZWG 234.75, PGC 20276) — линзообразная галактика (S0) в созвездии Рыси. Открыта Уильямом Гершелем в 1790 году. Удалена от Млечного Пути на 89 мегапарсек.
Этот объект входит в число перечисленных в оригинальной редакции «Нового общего каталога».